# Aggregat (teknik)

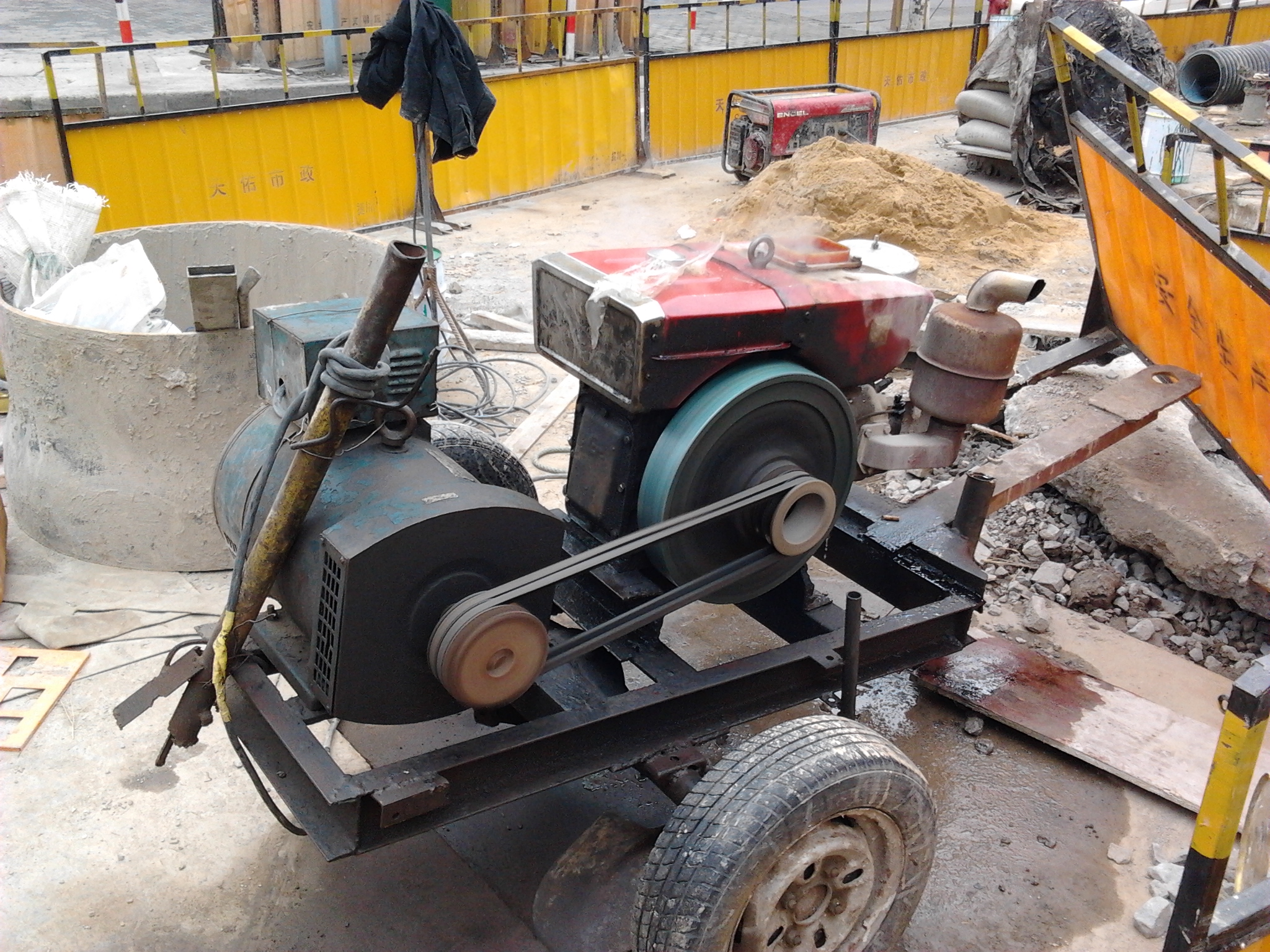
Vagnsmonterat aggregat för elförsörjning vid en byggarbetsplats.

Ett aggregat är en kombination av två eller flera maskiner och apparater som skall utföra en särskild uppgift.

## Elproduktion
Ett exempel på ett aggregat är en produktionsenhet för elektrisk energi. Den omfattar en turbin, propeller eller förbränningsmotor och en generator. I ett vattenkraftverk är aggregatet generatorn och turbinen med kringutrustning.